# Iron Junction
Pour les articles homonymes, voir Iron.
La ville d’Iron Junction est située dans le comté de Saint Louis, dans l’État du Minnesota, aux États-Unis. Sa population s’élevait à 86 habitants lors du recensement de 2010, estimée à 87 habitants en 2017.